# Kasaï-Oriental
Kasaï-Oriental (în franceză Kasaï Oriental) este una dintre cele 25 noi provincii ale Republicii Democratice Congo, create în reîmpărțirea din 2015.
Provinciile Kasaï-Oriental, Lomami și Sankuru sunt rezultatul dezmembrării fostei provincii Kasaï-Oriental. Kasaï-Oriental a fost format din districtul Tshilenge și orașul Mbuji-Mayi, administrat independent, care și-a păstrat statutul de capitală de provincie.

## Istoric
Teritoriul noii provincii corespunde în cea mai mare provinciei istorice Sud-Kasaï care a existat în perioada imediat după independență între 1963 și 1966.